# Культура Бельгії
Культура Бельгії

## Образотворче мистецтво
Образотворче мистецтво сучасної Бельгії своїм корінням зв'язане з фламандським мистецтвом (17 ст.), якому передувало мистецтво Нідерландів (15—16 ст.). У фламандському мистецтві пишність бароко поєднувалась з реалістичними устремліннями (П. Рубенс, А. Ван-Дейк, Ф. Снайдерс, Я. Йордане, Д. Тенірс, А. Брауер та ін.). У 18 ст. воно втрачає свою самобутність і зазнає французького впливу.
Нове піднесення в мистецтві Бельгії починається з 30-х рр. 19 ст. (Ф.-Ж. Навез, Г. Вапперс, Л. Галле, X. Лейс, Г. Гефс). В середині 19 ст. в мистецтві Бельгії розвивається побутовий жанр (Ж. Маду, А. Верве, Г. Бракелер та ін.). В картині Ш. Ерманса «На світанку» (1875) вперше зазвучала соціальна тема. В творах Ш. де-Гру відтворено життя бельгійського пролетаріату. У 80-х рр. в мистецтві Бельгії виступає видатний реаліст К. Менье. Відомі його картини, присвячені шахтарям. Найяскравіше виявився його могутній талант в скульптурі («Молотобоєць», «Пудлінгувальник», «Голова вантажника. Антверпен», рельєфи для «Пам'ятника Праці»). Сповнені любові до трудового народу твори Я. Смітса, К. Пейзера, П. Полюса, Ж. де-Брьойкера. Відомим художником сучасності є Ф. Мазерель, живописні й графічні твори якого пройняті гуманізмом і ненавистю до війни. В мистецтві Бельгії 20 ст. набули розвитку різні формалістичні напрями. Відомим сучасним бельгійским скульптором є Хенрі Ван Хервеген (Панамаренко).

## Архітектура
Архітектура Бельгії бере початок у нідерландському мистецтві. Найдавнішими пам'ятниками архітектури Бельгі є готичні собори в Брюсселі (12—15 ст.), Антверпені (1352—1518), Брюгге (1239—97). Архітектура Відродження представлена багатьма житловими й адміністративними спорудами, зокрема ратушею в Антверпені (1561—65, арх. К. Флоріса).
Наприкінці 16 століття створюється так звана фламандська школа, що існувала до кінця 18 ст. Своєрідна архітектура Бельгії того періоду поєднала в собі пластику бароко і прийоми готики (будинок гільдій в Брюсселі, архітектор Г. де-Брьойна, будинок-музей П. Рубенса в Антверпені, церковні будівлі архітекторів В. Кубергера, Ж. Франкара, П. Хейєнса, В. Хесіуса і Л. Фрайхербе). В 19 ст. в архітектурі Бельгії запанувала еклектика (арх. Л. Сейс, Ж. Поларт і А. Бала), а згодом її заступив модерн (арх. X. Ван де Вельде, В. Орта). У 20 ст. значно поширилась архітектура конструктивізму (селище «Сіте Модерн» біля Брюсселя, 1927, арх. В. Буржуа, та «Хмарочос» в Аптверпені, 1931, арх. Р. Ван-Хунакер).

## Музика
Музика Бельгії в епоху Відродження відіграла велику роль у формуванні європейської школи поліфонічного мистецтва, у 15—16 ст. відомої як «нідерландська школа», але з 17 століття вона втратила своє провідне значення. В 19 ст. в музиці Бельгії виникли два творчі напрями — фламандський (так званий антверпенський) та валлонський. Велику славу здобула бельгійська школа інструменталістів-виконавців (Ш. Беріо, А. В'єтан, Е. їзаї, Ф. Серве). Серед відомих сучасних музикантів: композитори Ж. Абсіль, Л. Дюбуа, А. Дюпон, Ф. Кіне, А. Сурі, М. Поот, Р. Шеврьой; скрипалі К. Ван-Несте, А. Грюмйо; диригенти Д. Дефо, Ф. Андре; музикознавець Ш. Ван ден Борен та ін. Світову популярність мають міжнародні муз. конкурси піаністів і скрипалів, які проводяться раз на 3 роки.

### Поп-музика
Світову славу має бельгійська співачка Кейт Райян, яка у 2006 році представляла Бельгію на Євробаченні.

## Театр
Професіональний бельгійський театр існує з 1830. Великий вплив на розвиток бельгійського театру 19 століття мали драматурги Ван-Лерберг, Метерлінк, Роденбах, Кроммелінк. У 20—30-х рр. 20 століття в репертуарі театрів значне місце зайняли п'єси драматургів-декадентів, постановки стилізованих містерій. В ці ж роки розвинулася діяльність бельгійський робітничий театр, колективів, які ставили твори бельгійських і радянських драматургів. В роки німецької окупації театральне життя Бельгії занепало. Тепер серед драматичних театрів Брюсселя виділяються: королівський театр «Дю Парк», Бельгійський національний театр, театри «Де Галері», «Компані дю Рідо» та інші.

## Кіно
Бельгія не має розвиненої національної кінематографії, демонструються переважно іноземні кінокартини. Але документальні й науково-популярні фільми відзначаються художньою досконалістю. Серед них: «Золотий вік» — режисер П. Хазарт, «Рубенс» — режисер А. Сторк.